# Thomas Aderpul
Thomas Aderpul, auch Aderpful, Aderpol, Aderpoell (* Ende des 15. Jahrhunderts; † vor dem 20. März 1557 in Bützow) war ein Geistlicher der Reformationszeit, der in Lübeck und Mecklenburg wirkte. Seine Gefangennahme durch den Bischof von Ratzeburg wurde 1529 Auslöser einer gewaltsamen Auseinandersetzung im Klützer Winkel.

## Leben

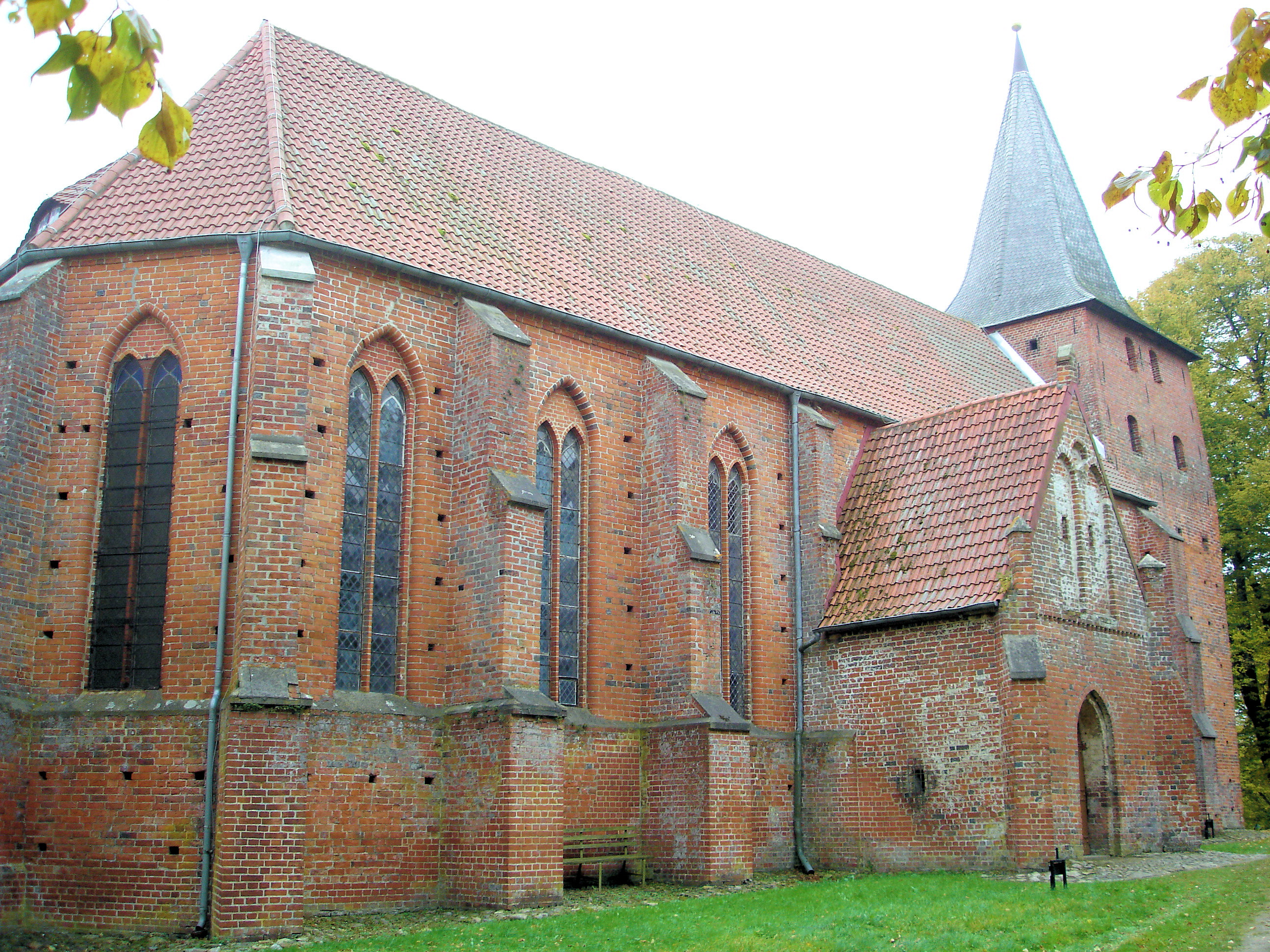
Kirche in Gressow

Über Aderpuls Herkunft ist wenig bekannt. Er soll Sohn eines Kleinschmieds aus Pritzwalk gewesen sein. Als Priester wirkte er in der ersten Hälfte der 1520er Jahre in der Stadt oder eher im Bistum Lübeck, wo er sich der lutherischen Reformation zuwandte. Wegen seiner reformatorischen Agitation setzte ihn der Bischof von Lübeck Heinrich III. Bockholt ab, hielt ihn eine Zeitlang im bischöflichen Gefängnis in Eutin gefangen und verwies ihn dann aus seinem Bistum. Aderpul ging daraufhin in den Klützer Winkel, wo er Aufnahme bei Berend von Plesse auf Tressow fand. Zu diesem Zeitpunkt war er schon verheiratet. Plesse ermöglichte ihm 1526 den pfarramtlichen Dienst in der Dorfkirche Gressow, zu deren Kirchspiel Tressow gehörte. Der die geistliche Aufsicht und Autorität in Gressow ausübende Bischof von Ratzeburg, Georg von Blumenthal, ließ Aderpul, der seiner Ansicht nach ein Bube und Ketzer war, Anfang Dezember 1529 gefangen nehmen und auf seiner Burg in Schönberg in den Kerker sperren. Alle Bemühungen Berend von Plesses, Aderpul über den mecklenburger Herzog Heinrich V. wieder frei zu bekommen, scheiterten an der Unnachgiebigkeit des Bischofs. Ein schon länger schwelendes Problem, ganz erhebliche Schulden der Klützer Ritterschaft bei den geistlichen Stiftungen, verschärfte die Situation zusätzlich. Mit Aderpuls Gefangennahme durch den Bischof hatten die Adligen einen Anlass zur Fehde gefunden.

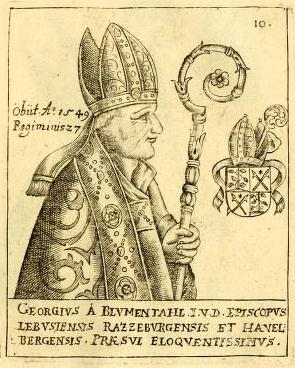
Bischof Georg von Blumenthal

Am 26. Dezember 1529 erhielt Bischof Georg von Blumenthal einen Fehdebrief; die im Klützer Winkel ansässigen Ritter, vor allem Bernd von Plesse, sein älterer Bruder Johann sowie zahlreiche weitere Adelsfamilien aus der Region, griffen nun zur Gewalt und unternahmen einen Fehdezug in das Bistum Ratzeburg, um Aderpul zu befreien; die geplante Befreiungsaktion ging später als „der Religionskrieg im Bisthume Ratzeburg“ in die mecklenburgische Landesgeschichte ein. Der Fehdezug scheiterte aber an der wehrhaften Befestigung des Schönberger Schlosses, da die Angreifer für eine Belagerung nicht ausgerüstet waren. Die Ritter konnten bereits durch drei Kanonenschüsse allesamt in die Flucht geschlagen werden. Bei ihrem Rückzug plünderten sie dann sechs Dörfer im Stiftsgebiet: Gr. Bünstorf, Kl. Bünstorf (beides heute Ortsteile von Schönberg (Mecklenburg)), Blüssen, Rodenberg, Rüschenbeck und Papenhusen (alle heute Teil der Gemeinde Stepenitztal), und die Kapelle in Blüssen. Dabei erbeuteten sie 251 Pferde, 279 Kühe, 465 Schafe und 32 Schweine, wie der Bischof in seinen Klagen, zunächst an die beiden mecklenburgischen Herzöge Heinrich V. und Albrecht VII., und dann, als nichts geschah, vor dem Reichskammergericht auflistete. Der Prozess zog sich noch bis in die 1540er Jahre hin und endete mit einer Verurteilung der Ritter zu Strafe und Schadenersatz, soweit sie sich nicht schon vorher mit dem Bischof verglichen hatten.
Nach mehr als einem Jahr Haft in Schönberg ließ der Bischof Aderpul 1531 gegen Urfehde frei. Herzog Heinrich verschaffte ihm eine Pfarrstelle in Malchin, wogegen Herzog Albrecht sofort Widerspruch einlegte. Doch mit Unterstützung Herzog Heinrichs konnte Aderpuhl 17 Jahre in Malchin wirken – allerdings nicht sehr erfolgreich, denn 1548 verließ er verbittert Malchin und ging als erster evangelischer Prediger an die Stiftskirche Bützow, die 1540 unter herzogliche Kontrolle gekommen war. Noch 1556, kurz vor seinem Tod, immatrikulierte er sich an der Universität Rostock.
Wegen einer Predigt in Gressow, die Georg Christian Friedrich Lisch als communistische Predigt kennzeichnete und in der Thomas Aderpul nach Aussage des Bischofs gesagt haben soll, alle Dinge über, unter und in der Erde, Holzung, Wasser, Weide und Jagd seien einem jeglichen gemein und Niemand sonderlich zuständig, galt Aderpul in der DDR als frühbürgerlicher Vorläufer des Sozialismus und hatte eine prominente Stellung im Werk von Fritz Meyer-Scharffenberg. Tatsächlich verdankte er seine Stellung der Protegierung durch die Ritter, die auf ihren eigenen Vorteil aus waren und vom Wegfall der geistlichen Machthaber im Verlauf der Reformation erheblich profitierten.

### Familie
Ein Sohn, Adam Aderpuhl, studierte ab 1544 Theologie an der Universität Rostock und wurde sein Assistent und Nachfolger in Bützow. Ein weiterer Sohn, Elias Aderpul, der ab 1551 ebenfalls in Rostock Theologie studiert hatte, wurde Pastor in Jesendorf, Lübz und Flotow, aber 1576 in Güstrow wegen Verwicklung in den Mord an Valentin von Voß auf Flotow zum Tode verurteilt, geköpft und gevierteilt.